# Cornelia Kernbach-Tatușescu
Cornelia Kernbach-Tatușescu, cunoscută și drept „Cornelia din Moldova”, (n. 9 iunie 1866, Botoșani, România – d. 12 aprilie 1933, București, România) a fost o poetă și doctor român.

## Date biografice
A fost fiica lui Iosif Kernbach, funcționar la primărie, și a Oliviei, și soră mai mică a poetului Gheorghe Kernbach (Gheorghe din Moldova). A absolvit liceul Național din Iași iar apoi a urmat Facultatea de Medicină din București, obținându-și doctoratul în 1893 cu teza de doctorat Convulsiuni infantile. Studiu experimental și clinic.
Este una dintre primele femei care lucrează ca medic în România, ea profesând la Eforia Spitalelor Civile din București. Ca profesoară de igienă a publicat în 1912 manualul Noțiuni de medicină și farmacie populară.

## Activitate literară
Debutează cu versuri la „Revista nouă” cu care avea să colaboreze între 1891 și 1893. Publică și în revistele literare ale vremii: „Litere și arte”, „Curierul român”, „Revista literară”, „Familia”, „Universul”, „Viața românească”, „Dochia”, „Arhiva”, „Literatură și artă română”. Este una dintre fondatorele revistei „Altițe și bibiluri”. 
Publică, sub pseudonimul „Cornelia din Moldova”, în 1916 singurul volum de versuri, Câte au fost, ilustrat de Alexandru Satmari și Jean Alexandru Steriadi.